# Estrada Nacional 13
La Estrada Nacional 13 (EN13) es una Carretera Nacional que integra la red nacional de carreteras de Portugal.

## Recorrido
La Estrada Nacional 13 conecta la frontera de Valença do Minho con España (por Tuy) a Oporto, atravesando los siguientes municipios:
- Valença;
- Vila Nova de Cerveira;
- Caminha;
- Viana do Castelo;
- Esposende;
- Póvoa de Varzim;
- Vila do Conde;
- Maia;
- Matosinhos y
- Oporto.

En casi toda su extensión está compuesta por dos carriles de circulación (uno por cada sentido) y arcenes anchos. Su trazado discurre principalmente por zonas planas, sin atravesar ningún sistema montañoso ni otros accidentes geográficos. No obstante, cruza los siguientes ríos:
- Miño, en Valença;
- Coura, en Caminha;
- Lima, en Viana do Castelo;
- Cávado, en Esposende; y
- Ave, en Vila do Conde.

Hasta la entrada en funcionamiento de la autopista A28/IC1, era la vía principal de comunicación del litoral del Miño con Oporto y una de las principales conexiones viales de Portugal a España. Después de la entrada en funcionamiento de la A28, la EN13 fue progresivamente adaptada al tráfico local, formando parte actualmente del casco urbano de muchas localidades de su trayecto. Así, en diversos tramos la velocidad está limitada, el tráfico está controlado por semáforos e, incluso, en el puente de Fão el tráfico está prohibido a los vehículos pesados. Por estos condicionantes, algunas corrientes de opinión defienden que la EN13 no puede considerarse como una alternativa a la A28, y por lo tanto, no se deben introducir peajes en esta última.

## Puntos de interés
El tramo más pintoresco comprende el recorrido entre Viana do Castelo y Valença do Minho, donde se pueden contemplar los magníficos paisajes del Valle del Miño (entre Caminha y Valença) y el litoral Atlántico (entre Viana do Castelo y Caminha).
- Datos: Q8843299